# Indice de Reconnaissance Interne des Achats
L’Indice de Reconnaissance Interne Achat (IRIA) est un indicateur qui permet de quantifier la visibilité des Achats dans les entreprises du CAC 40 à travers les Rapports Annuels ou Documents de Référence. Il est calculé à partir de 7 critères liés à la fonction Achat. Ces critères sont pondérés en fonction de leur pertinence par rapport à la visibilité de la fonction Achat.

## Généralités
Le calcul de l’IRIA se fait annuellement au cours d'une étude menée par le cabinet de Conseil en Achat AgileBuyer et l’association CDAF. Cette étude montre l'évolution qualitative de la visibilité de la fonction Achat dans les Rapports Annuels des entreprises du CAC40 et utilise l'IRIA comme indicateur.
Cette étude s’inscrit dans une approche comparative.

## Calcul de l'IRIA
La méthodologie pour calculer l'IRIA est la suivante :
Sept critères relatifs à la place des achats dans les documents ont été sélectionnés. Chaque critère est pondéré selon l’importance qui lui est donné comme le montre le tableau ci-dessous.
| Critère | Question | Pondération |
| ------- | --- | ----------- |
| Q1      | La Direction Achats est-elle citée dans le Rapport Annuel ou Document de Référence ?                                | 10 %        |
| Q2      | Le Directeur Achats est-il cité dans le Rapport Annuel ou Document de Référence ?                                   | 10 %        |
| Q3      | La fonction Achat est- elle représentée au niveau du Comité de Direction ou équivalent ?                            | 20 %        |
| Q4      | La politique Achats est-elle développée dans le Rapport Annuel ou Document de Référence ?                           | 20 %        |
| Q5      | La part des Achats sur le Chiffre d’Affaires est-elle évoquée dans le Rapport Annuel ou Document de Référence ?     | 15 %        |
| Q6      | Les relations avec les fournisseurs sont-elles évoquées dans le Rapport Annuel ou Document de Référence ?           | 10 %        |
| Q7      | Les Achats et/ou fournisseurs sont-ils évoqués dans le Rapport Développement Durable, qu’il soit dédié ou intégré ? | 15 %        |

En cas de réponse positive à ces questions, la pondération est attribuée à la société. En absence de réponse positive, la pondération  zéro est attribuée au critère sélectionné. L'IRIA est donc compris entre 0 et 100.
Les entreprises du CAC40 ont été classées en 4 familles selon leur IRIA. 
- La première famille, baptisée « Best in Class », est composée de 17 entreprises avec un IRIA allant de 75 à 100. Il s’agit de PSA Peugeot Citroën, France Telecom, Michelin, Suez environnement, Vallourec, Axa, EADS, Renault, Saint-Gobain, Cap Gemini, Schneider Electric, Groupe Lagardère, Bouygues, Lafarge SA, Essilor, Sanofi Aventis et Groupe Vinci.
- La deuxième famille ou « Bons en Reconnaissance Interne » est composée de 10 entreprises avec un IRIA allant de 50 à 70.
- La troisième famille ou «Achats Discrets » est constituée par 7 entreprises avec un IRIA allant de 25 à 45.
- La dernière famille baptisée « Achats Confidentiels », est composée de 6 entreprises avec un IRIA allant de 0 à 20.